# Prenomi corsi
Lista non esaustiva di nomi corsi:

## A
- Alanu (Alano)
- Albertu (Alberto)
- Andria (Andrea)
- Anghjulu (Angelo)
- Anghjulina (Angelina)
- Antone (Antonio)

## B
- Battistu (Battista)
- Bartolumeu (Bartolomeo)

## C
- Catalina (Caterina)
- Carlu (Carlo)
- Carulina (Carolina)
- Chjara (Chiara)
- Cristofanu (Cristoforo)

## D
- Dumenicu (Domenico)
- Divotta (Devota)

## F
- Francescu (Francesco)
- Filippu (Filippo)
- Federicu (Federico)

## G
- Ghjacumu (Giacomo)
- Ghjuvanni/Ghjuvannina (Giovanni/Giovanna)
- Ghjilormu (Girolamo)
- Ghjilormina (Geronimo)
- Ghjiseppu/Ghjiasépina (Giuseppe/Giuseppina)

## I
- Ivanu (Ivano)
- Iviu (Ivo)

## L
- Larenzu, Lurenzu (Lorenzo)
- Lena (Elena)
- Lisandru / Lisandra (Alessandro / Alessandra)
- Lisandrina (Alessandrina)
- Lucca (Luca)
- Lavighjju (Luigi)

## M
- Marcu (Marco)
- Matteu (Matteo)
- Mariu (Mario)
- Michele (Michele)
- Michela (Michela)
- Michelu (Michele)

## N
- Natalinu (Natalino)
- Niculaiu (Nicola)
- Nunziu (Nunzio)

## O
- Orsiliu (Orsilio)
- Orsu (Orso)

## P
- Pantaléonu (Pantaleone)
- Patriziu  (Patrizio)
- Paulu (Paolo)
- Paulina (Paolina)
- Petru (Pietro)
- Pasquale (Pasquale)

## R
- Rinatu (Renato)
- Rinata (Renata)
- Ristituda (Restituta)
- Rumenzu (Romano)
- Raffinu (Raffino)

## S
- Santu (Santo)
- Saveriu (Saverio)
- Stefanu (Stefano)

## T
- Tumasgiu (Tommaso)

## U
- Ulivieru (Oliviero)

## V
- Vittoriu (Vittorio)